# Висоцин (Мазовецьке воєводство)
Висоцин (пол. Wysocin) — село в Польщі, у гміні Пшиленк Зволенського повіту Мазовецького воєводства.
Населення — 159 осіб (2011).
У 1975-1998 роках село належало до Радомського воєводства.

## Демографія
Демографічна структура станом на 31 березня 2011 року:
|          | Загалом | Допрацездатний вік | Працездатний вік | Постпрацездатний вік |
| -------- | ------- | ------------------ | ---------------- | -------------------- |
| Чоловіки | 80      | 14                 | 56               | 10                   |
| Жінки    | 79      | 20                 | 35               | 24                   |
| Разом    | 159     | 34                 | 91               | 34                   |